# Frederico Cesarano
Federico Secondo Benvenuto Cesarano (ur. 5 lipca 1886 w Padwie, zm. 22 stycznia 1969 w Mediolanie) – włoski szermierz i strzelec, brązowy medalista olimpijski.
Na olimpiadzie w Atenach w 1906 roku zdobył brązowy medal w turnieju szabli indywidualnej. Na podium wyprzedzili go Grek Joanis Jeorjadis i Gustav Casmir z Cesarstwa Niemieckiego. Dotarł też do finału zawodów indywidualnych we florecie, jednak wycofał się z rywalizacji. Został zgłoszony do startu w szpadzie indywidualnej na igrzyskach olimpijskich w Londynie w 1908 roku, jednak ostatecznie nie wystąpił. Podobnie miał wystąpić w szabli indywidualnej podczas igrzysk olimpijskich w Sztokholmie cztery lata później, jednak nie przystąpił do rywalizacji. W 1920 roku startował na igrzyskach olimpijskich w Antwerpii, gdzie był dziesiąty w szabli indywidualnej, a we florecie indywidualnym dotarł do półfinałów. Brał też udział w zawodach strzeleckich na igrzyskach olimpijskich w Paryżu w 1924 roku, zajmując dziewiąte miejsce w trapie drużynowym.